# Endless Forms Most Beautiful (album)
Endless Forms Most Beautiful er det ottende studiealbum fra den finske symfoniske power metalband Nightwish. Det blev udgivet den 27. marts 2017 i Argentina og det meste af Europa, den 30. marts i Storbritannien og 31. marts i USA. Det var gruppens første album med sangeren Floor Jansen og det første med Troy Donockley som fuldtidsmedlem. Det blev indspillet uden trommeslageren Jukka Nevalainen, der tog en pause fra bandet som følge af voldsom søvnløshed. Kai Hahto fra Wintersun og Swallow the Sun overtog i stedet trommerne. Albummet inkluderer kun fem medlemmer af Nightwish på trods af at være det første album gruppen udgav som en sekstet.
Til forskel for forgængeren, Imaginaerum, hvor temaerne er fantasi og fantasy, så behandler Endless Forms Most Beautiful videnskab og fornuft. Den fokuserer på Charles Darwin og Richard Dawkins' evolutionsteorier, og sidste del af albummet citerer passager fra deres bøger. Begge forfattere har haft indflydelse på albummets numre; The Ancestor's Tale inspirerede "Endless Forms Most Beautiful", og The Greatest Show on Earth: The Evidence for Evolution inspirererede "The Greatest Show on Earth". Nogle af sangene, som "Edema Ruh" (inspirereret af Patrick Rothfuss' roman The Name of the Wind), har stadig fantasifulde temaer.
Albummets første single, "Élan", udkom den 9. februar 2015 (fire dage før den planlagte udgivelsesdag). "Endless Forms Most Beautiful" blev annonceret som den anden single den 17. april, og blev udgivet med en musikvideo den 8. maj. Den tredje og sidste single var "My Walden", og den fik en begrænset udgivelse den 16. april 2016 som en eksklusiv single til Record Store Day.

## Spor
1. "Shudder Before The Beautiful"
2. "Weak Fantasy"
3. "Élan"
4. "Yours Is An Empty Hope"
5. "Our Decades In The Sun"
6. "My Walden"
7. "Endless Forms Most Beautiful"
8. "Edema Ruh"
9. "Alpenglow"
10. "The Eyes Of Sharbat Gula"
11. "The Greatest Show On Earth"

## Hitlister og certificeringer
| Hitliste (2015)                 | Højeste placering |
| ------------------------------- | ----------------- |
| Australien (ARIA)               | 16                |
| Østrig (Ö3 Austria)             | 4                 |
| Belgien (Ultratop Flanderen)    | 14                |
| Belgien (Ultratop Vallonien)    | 15                |
| Canadiske Albummer (Billboard)  | 13                |
| Tjekkiet (ČNS IFPI)             | 1                 |
| Danmark (Album Top-40)          | 21                |
| Holland (Album Top 100)         | 3                 |
| Finland (Musiikkituottajat)     | 1                 |
| Frankrig (SNEP)                 | 12                |
| Tyskland (Media Control)        | 2                 |
| Grækenland (IFPI)               | 9                 |
| Ungarn (MAHASZ)                 | 2                 |
| Irland (IRMA)                   | 21                |
| Italien (FIMI)                  | 18                |
| Japan (Oricon)                  | 31                |
| New Zealand (RIANZ)             | 32                |
| Norge (VG-lista)                | 3                 |
| Polen (ZPAV)                    | 10                |
| Portugal (AFP)                  | 21                |
| Spanien (PROMUSICAE)            | 13                |
| Sverige (Sverigetopplistan)     | 3                 |
| Schweiz (Schweizer Hitparade)   | 2                 |
| UK Albums (OCC)                 | 12                |
| UK Rock & Metal Albums (OCC)    | 1                 |
| US Billboard 200                | 34                |
| US Rock Albums (Billboard)      | 8                 |
| US Hard Rock Albums (Billboard) | 4                 |

| Hitliste (2015)                    | Placering |
| ---------------------------------- | --------- |
| Belgian Albums (Ultratop Flanders) | 109       |
| Belgian Albums (Ultratop Wallonia) | 174       |
| Dutch Albums (MegaCharts)          | 85        |
| German Albums (Offizielle Top 100) | 41        |
| Swiss Albums (Schweizer Hitparade) | 21        |
| US Billboard Hard Rock Albums      | 43        |

| Land           | Certificering (sales thresholds) |
| -------------- | -------------------------------- |
| Czech Republic | Gold                             |
| Finland        | 2 x Platinum                     |
| Germany        | Gold                             |
| Switzerland    | Gold                             |